# UFC 161
UFC 161: Evans vs. Henderson fue un evento de artes marciales mixtas celebrado por Ultimate Fighting Championship el 15 de junio de 2013 en el MTS Centre, en Winnipeg, Canadá.

## Historia
Esta fue la primera vez que la UFC ha celebrado un evento en Manitoba.
Se esperaba que Antônio Rogério Nogueira se enfrentara a Maurício Rúa en una revancha en el evento coestelar. Sin embargo, Nogueira se retiró de la pelea en los días previos al evento citando una lesión en la espalda. Chael Sonnen fue brevemente vinculado como un reemplazo para Nogueira. Finalmente la pelea se descartó por completo del evento.
Stipe Miočić estaba programado para enfrentarse a Soa Palelei en la cartelera, pero debido al cambio en el evento principal, UFC reforzó la tarjeta principal y Palelei fue reemplazado por Roy Nelson.
Se esperaba que el evento presentará una pelea por el campeonato de peso gallo interino entre el actual campeón Renan Barão, y el excampeón de peso gallo de WEC y el contendiente Eddie Wineland. Sin embargo, el 21 de mayo se confirmó que Barão se había retirado del combate, citando una lesión en el pie. Con la salida de Barão, Wineland fue retirado de la tarjeta también. Como resultado, la pelea programada entre Rashad Evans y Dan Henderson fue movida a la tarjeta y sirvió como evento principal en un combate de tres rondas.

## Premios extra
Cada peleador recibió un bono de $50,000.
- Pelea de la Noche: Sam Stout vs. James Krause
- KO de la Noche: Shawn Jordan
- Sumisión de la Noche: James Krause